# Chorso
Chorso of Torson of Tercin was de eerste graaf/hertog van Toulouse.
Volgens de Vita Hludovici (het leven van Lodewijk de Vrome), werd hij door Karel de Grote aangesteld als voogd over zijn minderjarige zoon, die hij 781 aanstelde als koning van Aquitanië.
In 788 werd hij gevangengenomen door de hertog van Gascogne. Na zijn vrijlating werd hij vervangen door Willem met de Hoorn.